# Laredo (Hiszpania)
Laredo – miasto w Hiszpanii, w regionie Kantabria. W 2008 liczyło 13 092 mieszkańców.